# 21. Sinfonie (Mozart)
Die Sinfonie A-Dur Köchelverzeichnis 134 komponierte Wolfgang Amadeus Mozart im August 1772 in Salzburg. Nach der Alten Mozart-Ausgabe trägt die Sinfonie die Nummer 21.

## Allgemeines

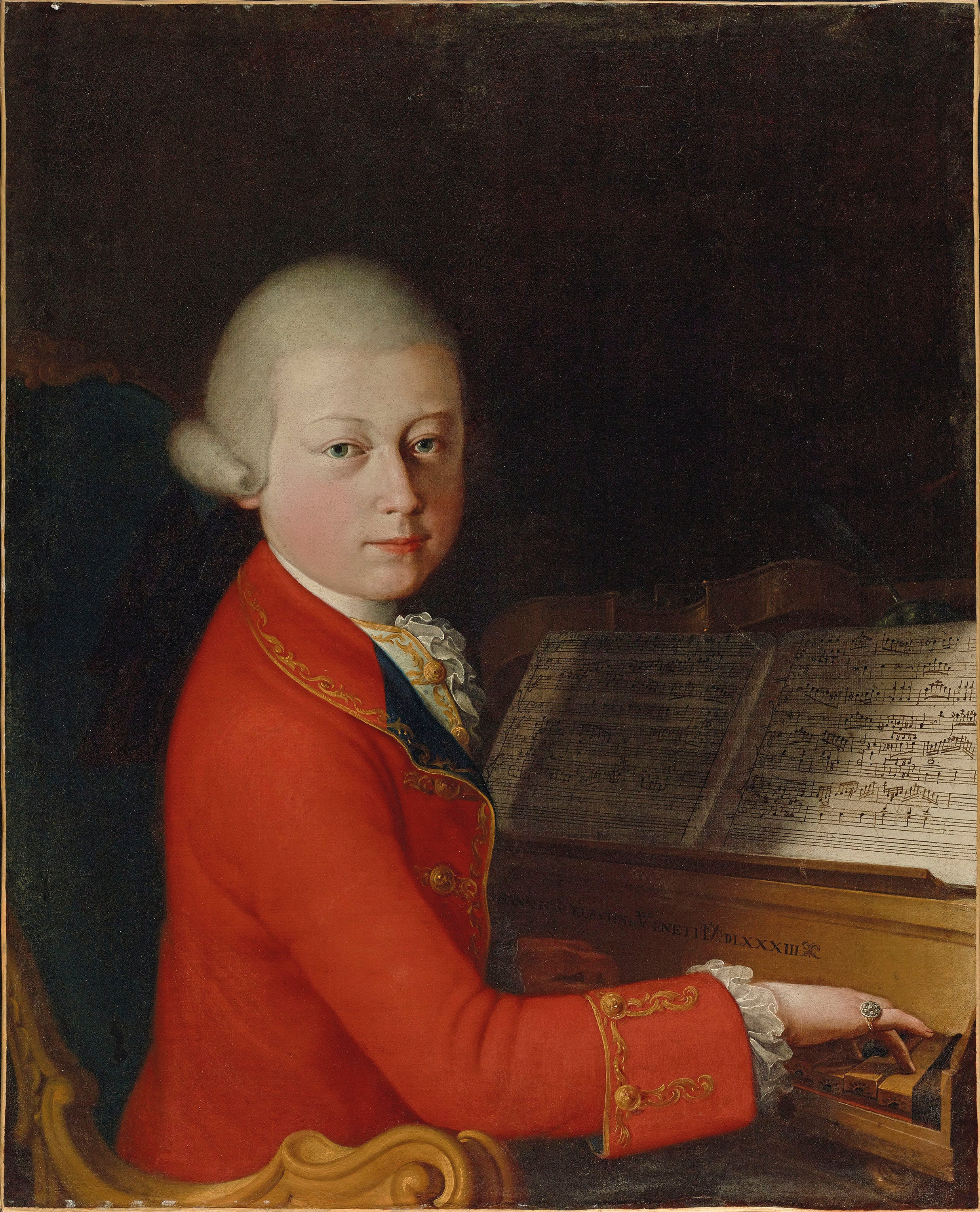
Gemälde Mozarts von Saverio dalla Rosa, Januar 1770

Zu allgemeinen Angaben bezüglich der Salzburger Sinfonien (KV 128, KV 129, KV 130, KV 132, KV 133, KV 134) siehe bei KV 130. 
Die Sinfonie KV 134 entstand im Mai 1772 und war vermutlich für einen Mailänder Auftraggeber bestimmt. Alfred Einstein (1953) spricht von „einer ausgesprochen „koketten“ Sinfonie im ganzen“, in der sich „doch auch ein neuer Typ der Kantabilität und zugleich ein feinerer Sinn für Imitation“ zeige. Hermann Abert (1955) meint zu KV 130 und KV 134, dass Mozart hier eine Höhe erreiche, „die er auch in der folgenden Zeit nur ausnahmsweise wieder erklommen hat“ und hebt den „romantischen Zug, der sich bald in inniger Schwärmerei, bald in bizarrer Laune, bald in himmelstürmender Leidenschaft äußert“ als verbindendes Element der Sätze hervor.
Jeder Satz außer das Menuett weist eine Coda auf; es werden Flöten anstatt der sonst üblichen Oboen verwendet, und die Nebenstimmen sind insgesamt relativ detailliert ausgearbeitet (z. B. 2. Violine im ersten Satz). 

## Zur Musik
Besetzung: zwei Flöten, zwei Hörner in A, zwei Violinen, Viola, Cello, Kontrabass (keine Oboen). In zeitgenössischen Orchestern war es zudem üblich, auch ohne gesonderte Notierung Fagott und Cembalo (sofern im Orchester vorhanden) zur Verstärkung der Bass-Stimme bzw. als Generalbass-Instrument einzusetzen.
Aufführungszeit: ca. 18 Minuten.
Bei den hier benutzten Begriffen der Sonatensatzform ist zu berücksichtigen, dass dieses Schema in der ersten Hälfte des 19. Jahrhunderts entworfen wurde (siehe dort) und von daher nur mit Einschränkungen auf die Sinfonie KV 134 übertragen werden kann. – Die hier vorgenommene Beschreibung und Gliederung der Sätze ist als Vorschlag zu verstehen. Je nach Standpunkt sind auch andere Abgrenzungen und Deutungen möglich.

### Erster Satz: Allegro
A-Dur, 3/4-Takt, 173 Takte
Die Audiowiedergabe wird in deinem Browser nicht unterstützt. Du kannst die Audiodatei herunterladen.
Das erste Thema besteht aus gebrochenen Akkordmotiven und Vorhalten in der 1. Violine (Hauptstimme), unterlegt von Akkorden der Bläser und Tremolo der restlichen Streicher. Nach den ersten acht Takten im Forte folgt bis Takt 16 eine Wiederholung im Piano, nun aber ohne Bläser und eine Oktave tiefer. Es schließt sich ein Forte-Abschnitt an, der die gebrochenen Dreiklänge mit punktiertem Rhythmus aufgreift, nun aber in der 2. Violine und im Cello / Kontrabass, während die 1. Violine mit Tremolo sowie die Viola mit Läufen und Akkorden begleitende Funktion bekommen. 
Das zweite Thema (Dominante E-Dur, Piano) hat sanglichen Charakter und einen periodischen Aufbau. Wiederum ist die 1. Violine stimmführend, während sich die anderen Instrumente begleitend unterordnen. Ab Takt 42 folgt eine aus Motiven des zweiten Themas bestehende kurze Überleitung, bis dann in Takt 50 die Schlussgruppe beginnt. Diese enthält wieder das Dreiklangsmaterial vom ersten Thema, z. T. im Unisono, z. T. in Gegenbewegung. Von Takt 58 bis 61 spielen - kontrastierend zum vorigen und anschließenden vollen Orchestereinsatz - lediglich die beiden Violinen im Piano. Die Exposition endet als „offener“ Septakkord auf E und wird wiederholt. 
Es folgt die Durchführung, in der das Akkordmotiv vom ersten Thema durch die Streichinstrumente geführt wird. Die Durchführung endet mit einer Passage im Unisono und mit chromatischen Elementen auf der Dominante E, in der dann auch die Reprise beginnt – aber nicht wie üblich mit dem ersten Thema, sondern mit dem ersten Teil des zweiten Themas. Ab Takt 112 folgt wieder ein Abschnitt, in dem – ähnlich wie im Durchführungsteil – das Akkordmotiv des ersten Themas verarbeitet wird. Dieser Abschnitt endet ebenfalls auf der Dominante E, und nun schließt (ab Takt 122) der zweite Teil des zweiten Themas an, zuerst bei den Streichern in a-Moll und im Piano, dann in der Tonika A-Dur im Forte des ganzen Orchesters. Die Schlussgruppe ist ähnlich wie in der Exposition gestaltet. Den Abschluss des Satzes (Durchführung und Reprise werden nicht wiederholt) bildet von Takt 156 – 173 eine Coda, deren Hauptteil ein Crescendo von Piano bis Fortissimo bildet.
In der Sinfonie KV 133 beginnt die Reprise ebenfalls mit dem zweiten Thema. 

### Zweiter Satz: Andante
D-Dur, 2/4 Takt, 73 Takte
Die Audiowiedergabe wird in deinem Browser nicht unterstützt. Du kannst die Audiodatei herunterladen.
Für den Satz ist die ständige, gleichmäßige Bewegung durch Zweiunddreißigstel-Noten kennzeichnend, dadurch entsteht ein leicht nuschelnder Charakter bzw. eine „teppichartige“ Begleitung in den Nebenstimmen. 
Die 1. Violine beginnt mit ihrem melodiösen, durch Bögen und Vorhalte gekennzeichneten Thema (Takt 1–10). Der Vordersatz ist piano, der Nachsatz forte gehalten. Begleitend wirkt die 2. Violine, z. T. auch die Viola mit gebrochenen, ständig als Zweiunddreißigstel laufenden Dreiklängen im Staccato oder Legato, der Bass mit langsam schreitenden Oktavsprüngen sowie die Bläser mit Akkorden.
Das zweite Thema (Takt 10–18) folgt ohne große Überleitung in der Dominanttonart A-Dur. Basis ist ein Motiv aus vier Zweiunddreißigstel-Noten, das einen Ton umspielt; die vormals begleitende Zweiunddreißigstel-Bewegung wird so „aufgewertet“. Dieses Motiv liegt zunächst nur in der 1. und danach in der 2. Violine, dann folgt ein Crescendo, wo auch die Viola und die Flöten das Motiv übernehmen. Nach einem kurzen Abklingen der Bewegung setzt in Takt 19 die Schlussgruppe mit charakteristischer Bassbewegung in Oktaven, Tonrepetition und Wechsel von forte und piano ein. Die Exposition endet auf der Dominante als Septakkord auf A und wird wiederholt.
Die Grundtonart des folgenden Überleitungsteils ist zunächst (Takt 25–31) D, er ist durch ständiges Tremolo der 2. Violine, die gehaltene Oktave der Hörner auf A (wirkt wie ein Orgelpunkt) sowie das kurze Motiv mit Triller in der 1. Violine und den Flöten geprägt. Es schließt sich im Forte eine Kadenz mit allen Streichern im Tremolo an, die auf fis-Moll endet, gefolgt von einem fanfarenartigen Abschnitt, der die Rückführung zur Reprise darstellt. Diese ist ähnlich der Exposition strukturiert, wird aber nicht wiederholt. Mozart beendet den Satz als dreitaktige, kadenzierende Coda.

„(…) eines jener charmanten nachtblauen „Garten- und Fontainenstücke“ Mozarts: Zartes Melodisieren der Primgeigen über geschäftigem Murmeln der zweiten Violinen, ein erregender Windstoß, Mollwendung, diskretes Horngetön, die Rückführung einbegleitend, alles in engstem Rahmen, von einer präzisen „Coda“ unsentimental, doch lächelnd entlassen.“

### Dritter Satz: Menuetto
A-Dur, 3/4 - Takt, 30 Takte (Menuett); 28 Takte (Trio)
Die Audiowiedergabe wird in deinem Browser nicht unterstützt. Du kannst die Audiodatei herunterladen.
Das überwiegend im Forte gehaltene Menuett ist durch Triller und von den beiden Violinen zusammen oder versetzt gespielte Triolen geprägt.
Der erste Teil des Trios in D-Dur besteht aus einem wiegenden, sequenzierten Streichermotiv im Piano. Es folgt im zweiten Teil eine stark kontrastierende Passage im Forte: Die Hörner „fragen“ viermal mit drei Viertelschlägen auf A und werden jeweils mit drei Viertelschlägen der Violinen (d-d-A) „beantwortet“; untermalt vom Achtel-Tremolo der Viola auf A. 
Die Audiowiedergabe wird in deinem Browser nicht unterstützt. Du kannst die Audiodatei herunterladen.

### Vierter Satz: Allegro
A-Dur, 2/2-Takt (Alla breve), 141 Takte
Die Audiowiedergabe wird in deinem Browser nicht unterstützt. Du kannst die Audiodatei herunterladen.
Der Satz beginnt mit dem melodischen, auftaktigen ersten Thema (Takt 1–10), das piano nur von den Violinen vorgetragen wird. Der zweite Taktschlag ist dabei als Synkope betont. Anschließend setzt das ganze Orchester mit einem Motiv aus fünf Tonwiederholungen („Fünftonmotiv“) im Forte ein, das echohaft im Piano wiederholt wird, gefolgt von einer Passage mit Trillermotiv. 
Das zweite, wiederum melodisch-gesangliche Thema in der Dominanttonart E-Dur enthält auf dem ersten Taktschlag einen Vorhalt, so dass die Synkope hier eine andere Wirkung erzeugt als im ersten Thema. Der folgende Abschnitt verarbeitet das erste Thema, das neben den Violinen auch im Bass auftritt. Die Exposition wird wiederholt.
Der Mittelteil beginnt als unerwartete Generalpause. Dann wechselt die Klangfarbe abrupt: Beginnend mit cis-Moll, geht es im Forte des ganzen Orchesters und in charakteristischen Sprüngen im Bass über Fis-Dur und D-Dur schließlich nach E-Dur. Die Reprise setzt in Takt 74 mit dem ersten Thema in der Tonika A-Dur ein und ist ähnlich der Exposition strukturiert. Nach der Wiederholung von Durchführung und Reprise endet der Satz als Coda (Takt 131–141), die aus A-Dur Akkordfolgen mit dem „Fünftonmotiv“ besteht.